# Nelly van Doesburg
Nelly van Doesburg, Nelly van Moorsel o Nelly Küpper-van Moorsel (nacida Petronella Johanna van Moorsel en La Haya, 27 de julio  de 1899 - Meudon, 1 de octubre de 1975) fue una bailarina, pianista y artista de vanguardia neerlandesa. Utilizó como nombre de artista del dadaísmo Pétro van Doesburg y como seudónimo para sus pinturas Cupera.

## Biografía
Nelly van Doesburg nació como Nelly van Moorsel el 27 de julio de 1899 en La Haya.
En 1920 conoció a Theo Van Doesburg a través de su hermano, que tenía una suscripción a la revista De Stijl, durante la inauguración de la exposición La Section d'Or en La Haya el 11 de julio de 1920, e inmediatamente se enamoró de él. Sus padres, católicos, no aprobaron la relación con Van Doesburg, que no solo era protestante, sino que además estaba casado. Se escapó de su casa a finales de año de 1920  y fue recibida en Leiden por Lena Millius y su marido, el arquitecto J.J.P. Oud. Durante su relación con Van Doesburg, conoció el mundo del arte moderno. Acompañó a Van Doesburg a una gira de conferencias por Europa en marzo de 1921, durante la cual también visitaron Piet Mondrian.
El 24 de septiembre de 1922 visitó con Theo, Cor van Eesteren y otros, el Städtische Kunstverein de Walter Dexel en Jena [3]. Al día siguiente interpretó composiciones de Vittorio Rieti durante una velada dadaísta en el Hotel Fürstenhof de Weimar, en la que también participaron Jean Arp y Tristan Tzara.
En enero-febrero de 1923 participó con su futuro esposo y los artistas Kurt Schwitters y Vilmos Huszár, bajo su nombre artístico Pétro, en la gira Dada holandesa. Durante la gira, tocó música de Satie y Rieti. Después de esta gira, interpretó composiciones de Arthur Honegger, Daniël Ruyneman, Francis Poulenc, Josef Hauer y Egon Wellesz durante un 'Modern Soirée' el 12 de marzo en la escuela de baile Lily Green en La Haya. Además, bajo el seudónimo de Cupera realizó varias pinturas, en las que se pueden reconocer las influencias de De Stijl. En París, disfrutó de cierta fama como bailarina bajo el nombre de Sonia Pétrowska.
Del 2 de octubre de 1929 al 5 de enero de 1930 organizó la ESAC (Exposiciones Sélectes d'Art Contemporain) de la "pintura joven parisina contemporánea" en el Stedelijk Museum de Ámsterdam y Pulchri Studio en La Haya. Van Doesburg también participó en esta exposición bajo el seudónimo de P. Cupera.
Después de la muerte de su marido, Nelly van Doesburg se comprometió a mantener vivo el recuerdo de su esposo. Para ello, organizó una serie de exposiciones sobre su obra y se ocupó de que las pinturas más importantes pasaran a formar parte de las mejores colecciones de arte moderno del mundo. Muchas pinturas de Theo Van Doesburg terminaron en los Estados Unidos, en el MoMA y en el Museo Guggenheim, entre otras colecciones, gracias a la amistad de Nelly con Peggy Guggenheim. 
Nelly van Doesburg murió a la edad de 76 años a causa de un cáncer de mama en Meudon, Francia.

## Galería

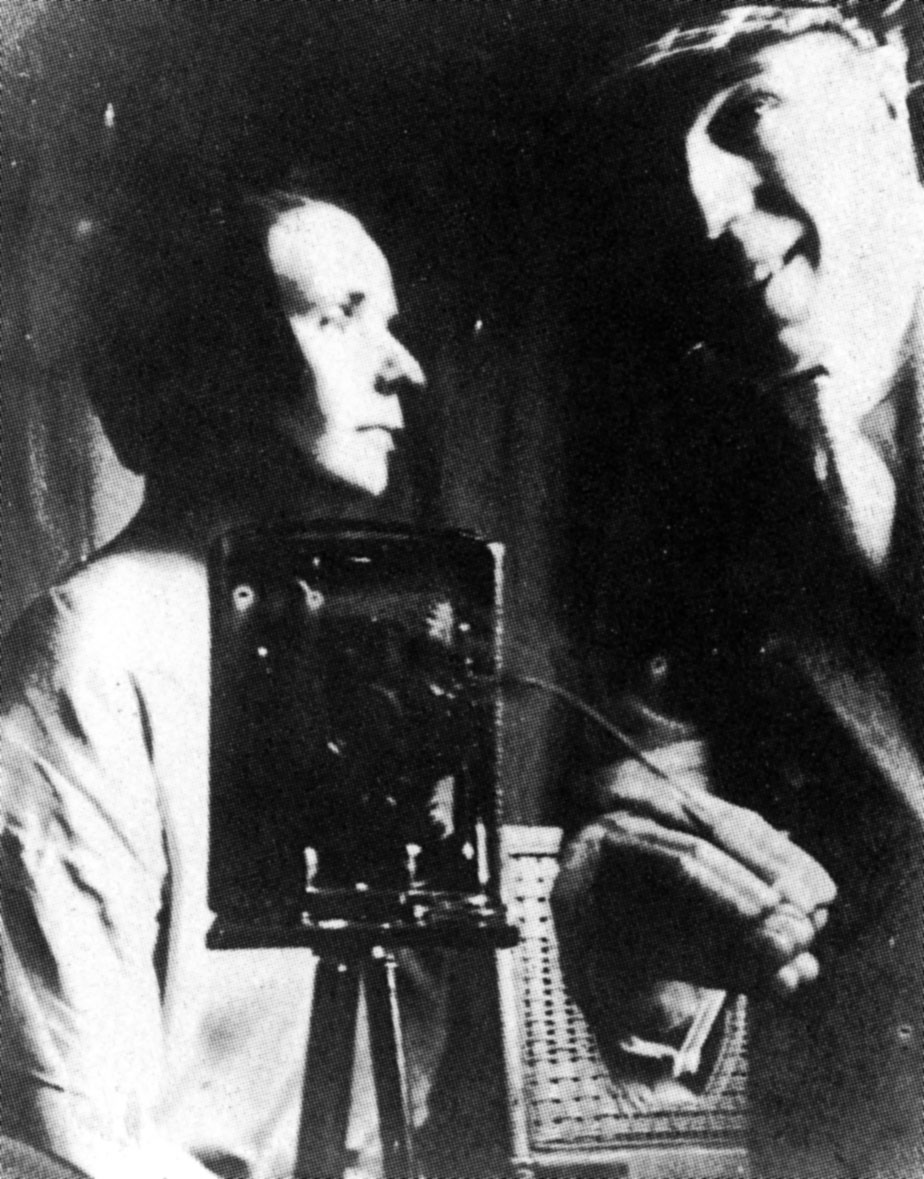
Theo y Nelly van Doesburg París, 1921.
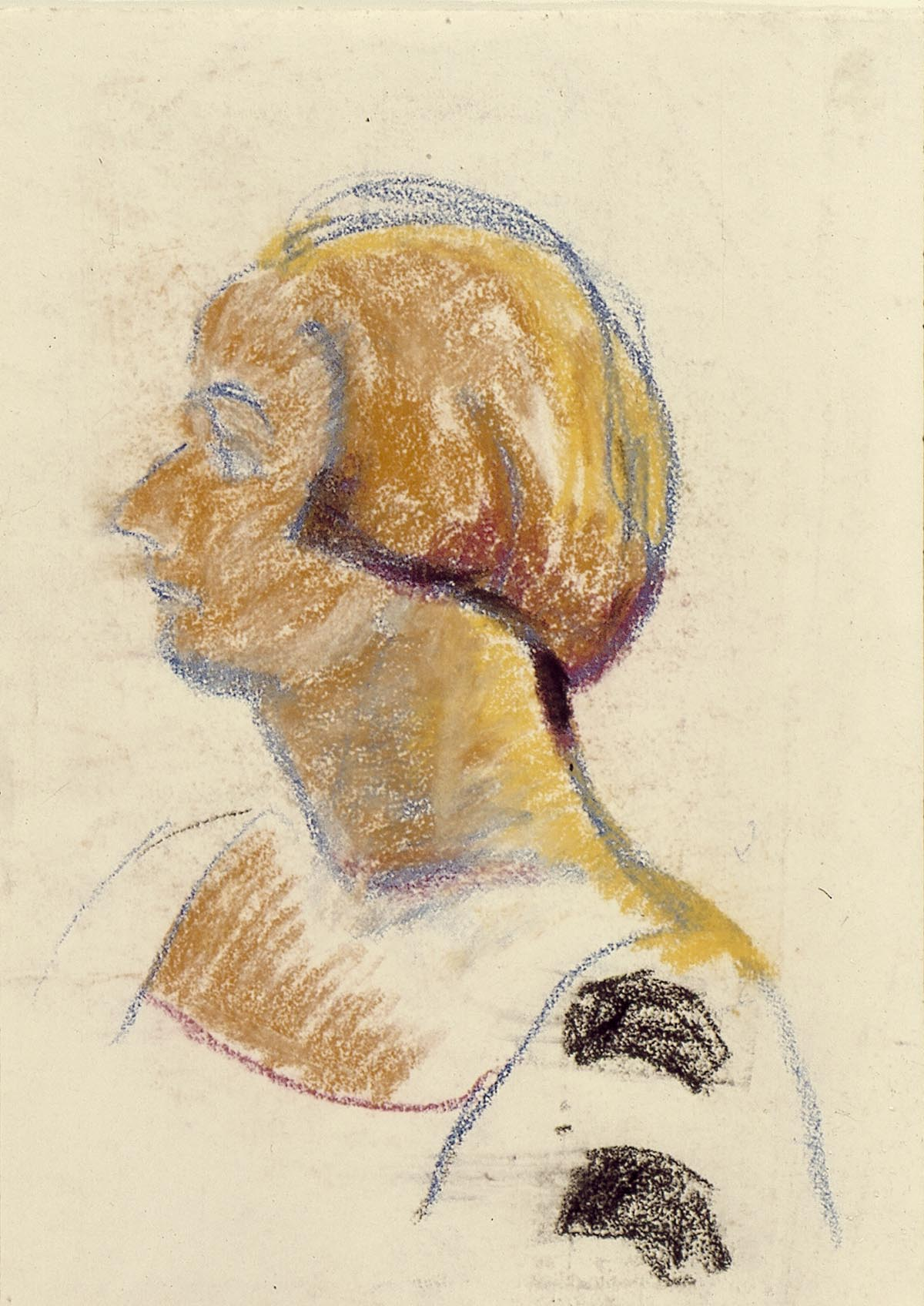
Retrato de Nelly van Doesburg por Theo van Doesburg, pastel sobre papel, 1922. Centraal Museum de Utrecht
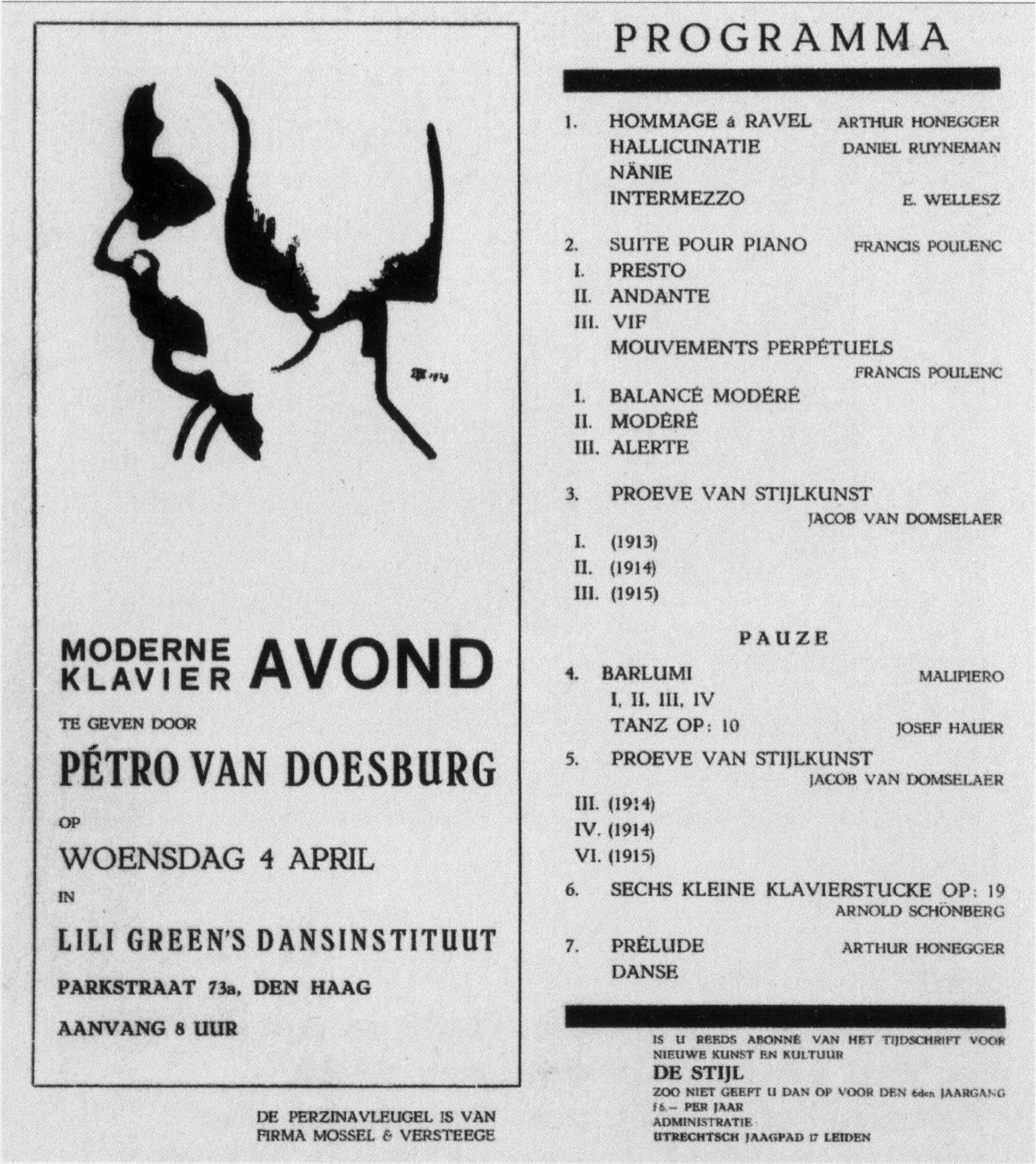
Programa de un recital de Pétro van Doesburg al Lily Green's Dansinstituut, 1923. Museo nacional de arte moderno
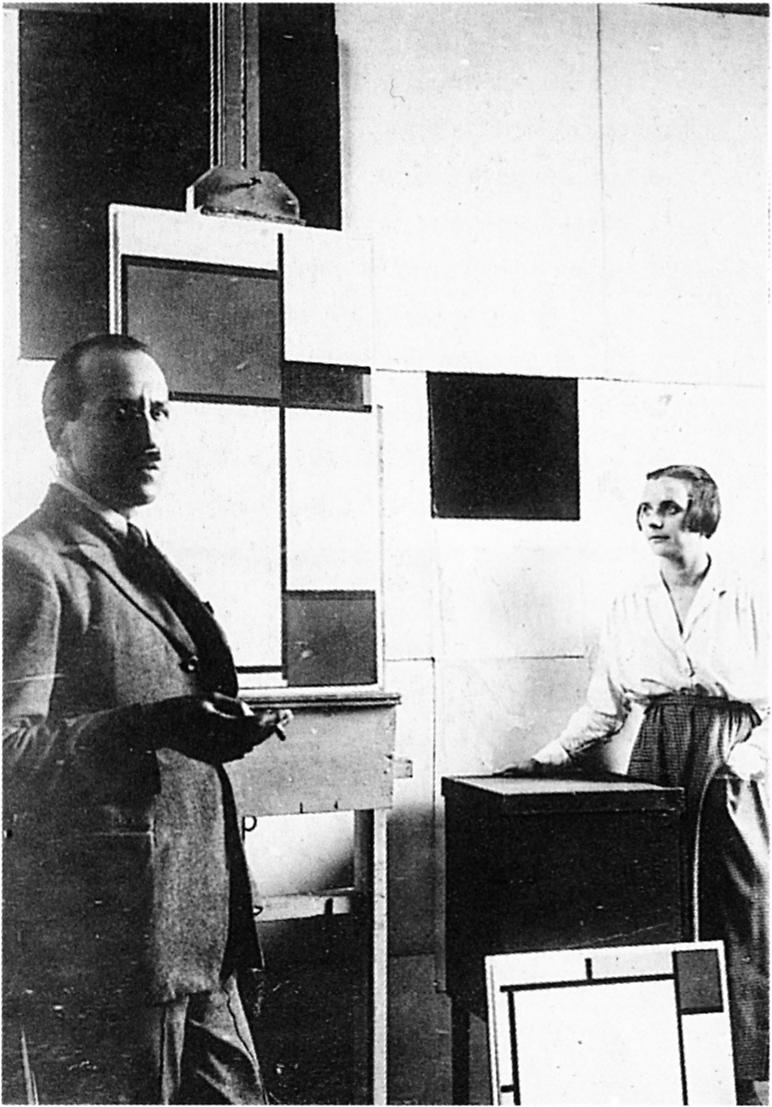
Piet Mondrian y Pétro van Doesburg en el taller de Mondrian, París, 1923
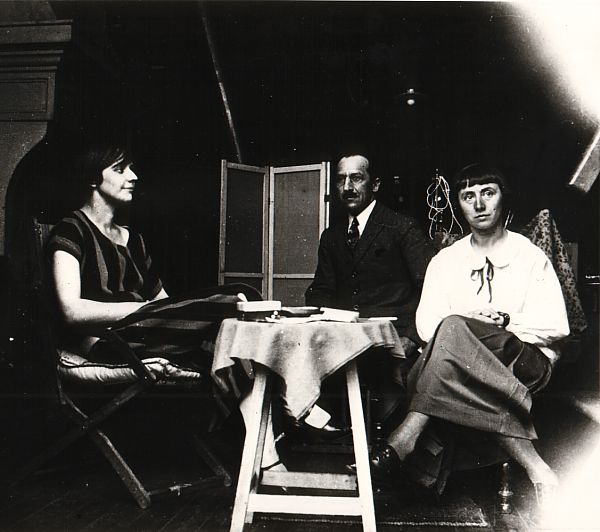
Nelly van Doesburg, Piet Mondrian y Hannah Höch, abril 1924.

## Discografía
- Petro Van Doesburg - Directorio De Stijl / Bauhaus / Dada.